# Antoni Campañà i Bandranas
Antoni Campañà i Bandranas (Arbúcies, 15 de març de 1906 – Sant Cugat del Vallès, 28 de juny de 1989) fou un fotògraf català.
Encara que va néixer a Arbúcies el 15 de març de 1906, la seva infància es va desenvolupar al barri barceloní de Sarrià, on treballava el seu pare. Les seves primeres fotografies les va realitzar a la comarca d'Osona, on el seu pare i el seu avi es guanyaven la vida fent de contractista d'obres i els acompanyava a vegades. Va estudiar Peritatge Mercantil a Barcelona però no va acabar la carrera i es va posar a treballar en una botiga de fotografia de la ciutat comtal, on entra en contacte amb els fotògrafs de l'època. Des de 1918 venia les seves fotografies a bon preu.
Aviat es va fer soci a l'Agrupació Fotogràfica de Catalunya, on va conèixer Joaquim Pla i Janini i Ramon Batlles i Fontanet, amb els quals va establir amistat i va aprendre diverses tècniques pictorialistas. El 1933 es va casar amb Maria Capella i Costa i de viatge de nuvis marxen a Múnic on assistirà a un curs impartit pel fotògraf Willy Zielke. A la seva tornada va realitzar diverses sèries fotogràfiques de la Guerra Civil Espanyola, però el fort sentiment d'amargor de la seva obra fa que no es difongui gaire.
Va formar part, al costat dels seus amics citats, d'una generació de fotògrafs defensors del pictorialisme en la qual s'inclouen José Ortiz Echagüe, Claudi Carbonell i altres. La seva fotografia més celebrada la va realitzar el 1923 i es titula Tracció de sang, un bromoli que representa dos cavalls presos des d'un angle contrapicat; la tècnica del bromoli la va estar emprant fins al 1946. Les seves fotografies artístiques van ser molt valorades en els salons fotogràfics, especialment fora d'Espanya.
El seu treball com a fotoperiodista es mostra en les seves col·laboracions amb els diaris El dia gràfic, publicat amb la tècnica del rotogravat, i especialment La Vanguardia, amb qui va col·laborar fins als anys 70 i va publicar la fotografia de la primera portada realitzada amb la tècnica del rotogravat en color. També la seva activitat com a fotògraf esportiu va ser molt coneguda; el 1950 va ser cofundador del diari esportiu dicen... i va publicar habitualment al setmanari Vida deportiva fins que van desaparèixer en els anys setanta.
També va publicar nombrosos llibres mostrant ciutats i paisatges, entre els quals es troben Tossa de Mar i Tarragona i la seva Costa Daurada (1974); l'illa d'Eivissa i Formentera (1976); Sitges (1978); el Pirineu (1979); Barcelona, Peníscola i Menorca (1980) i un altre sobre Gaudí.
Va morir el 28 de juny de 1989. La quasi totalitat de la seva obra pertany a la col·lecció privada de la família Campañà.
L'any 2018 la seva família va trobar, amagades en una capsa, un conjunt format per centenars d'imatges inèdites que el fotògraf havia pres durant la Guerra Civil espanyola, i que ell mateix havia amagat. Aviat van adquirir una significació important, tant per la seva qualitat artística com pel fet que esdevenien un testimoni rellevant d'aquest període històric, i van suposar una aportació rellevant per al patrimoni fotogràfic del país. Tres anys més tard, el Museu Nacional d'Art de Catalunya les va mostrar a l'exposició temporal La guerra infinita. Antoni Campañà i posteriorment en va incorporar una part a la seva exposició permanent.